# Åke Eriksson (militär)
Åke Mauritz Eriksson, född 28 juli 1923 i Uppsala församling i Uppsala län, död 12 maj 2008 i Strängnäs domkyrkoförsamling med Aspö i Södermanlands län, var en svensk militär och kommunalpolitiker för Moderata Samlingspartiet.

## Biografi
Eriksson avlade studentexamen vid Högre allmänna läroverket å Östermalm i Stockholm 1942. Han avlade officersexamen vid Krigsskolan 1945 och utnämndes samma år till fänrik vid Gotlands artillerikår, där han befordrades till löjtnant 1947 och tjänstgjorde till 1955. Han gick Artilleriofficersskolan (ArtOS) vid Artilleri- och ingenjörhögskolan (AIHS) 1948–1949 och Högre kursen vid Krigshögskolan 1953–1955  samt utnämndes till kapten 1956, varpå han var generalstabsaspirant 1956–1958 och tillhörde Generalstabskåren 1958–1962. Han tjänstgjorde vid Wendes artilleriregemente 1962–1963, var ledamot av 1960 års upplysningsutredning, befordrades till major 1963 och tjänstgjorde vid Bodens artilleriregemente 1963–1965. Han var förste lärare i truppslagstaktik och truppföring vid ArtOS/AIHS 1965–1967, befordrad till överstelöjtnant 1966. Åren 1967–1970 var han avdelningschef i Artilleriinspektionen i Arméstaben, varpå han var utbildningsofficer vid Wendes artilleriregemente 1970–1971. År 1972 befordrades han till överste, varefter han var chef för Artilleri- och ingenjörregementesofficersskolan 1972–1974 och chef för Svea artilleriregemente 1974–1979. År 1979 befordrades han till överste av första graden, varpå han var befälhavare för Södermanlands försvarsområde och chef för Södermanlands regemente 1979–1983 och inträdde i reserven 1983.
Åren 1983–1988 var Eriksson chef för Östergötlands och Södermanlands läns handelskammares kontor i Eskilstuna. Han var även verksam som kommunalpolitiker för Moderata Samlingspartiet i Strängnäs kommun, bland annat som ordförande i kommunfullmäktige 1986–1991 och som oppositionsråd 1992–1994. Han var ordförande i kommunförbundet i Södermanlands län 1992–1994, ordförande i ekonomiska föreningen Mälarturism 1995–2001, ordförande i Moderata seniorer 1993–2002 och ledamot av Äldreberedningen 1999–2002.
Åke Eriksson var son till Arvid Eriksson och Marta Lindberger.

## Utmärkelser
- Riddare av Svärdsorden, 1964.[9]